# Klashnekoff
Pour les articles homonymes, voir Ricochet.
Darren Kandler, connu sous le pseudonyme Klashnekoff (prononcé K-Lash-Nek-Off) ou Ricochet Klashnekoff, est un rappeur britannique. Bien qu'étant né à Aldershot, Klashnekoff déménagea à Hackney, une circonscription de Londres où il commença sa carrière de rappeur. Il est le membre fondateur du Terra Firma Crew.